# Krupiec (gmina)
Krupiec – dawna gmina wiejska w powiecie dubieńskim województwa wołyńskiego II Rzeczypospolitej. Nazwa gminy pochodzi od wsi Krupiec, lecz Siedzibą gminy była Rudnia Poczajowska.

## Podział administracyjny
W 1936 roku liczba gromad wynosiła 24.
- Baranie
- Dębiny
- Dębiny Nowe
- Granówka
- Hajki
- Iwaszczuki
- Janówka
- Karpiłówka
- Kozin
- Kozin
- Krupiec
- Michałówka
- Plaszowa
- Poniatówka
- Pustoiwanie
- Rudnia
- Sawczuki
- Sestratyn
- Srybno
- Staryki
- Sytno
- Tarnówka
- Zagaje-Dąbrowa
- Zygmuntówka